# Mergerburst
Unter Mergerburst (aus englisch Mergerburst, auf Deutsch etwa Verschmelzungsausbruch) versteht man in der Astrophysik das kurzzeitige Aufleuchten eines Sterns infolge des Verschmelzens mit einem Begleitstern.
Ob Mergebursts der Mechanismus zur Erzeugung von sogenannten leuchtkräftigen roten Novae sind, oder ob andere Modelle ebenfalls für einige Ausbrüche verantwortlich sind, kann anhand der vorliegenden Daten noch nicht beantwortet werden.

## Theorie

### Sternverschmelzung
Die Verschmelzung zweier Sterne in einem Doppelsternsystem wird schon länger als Ursache schnell rotierender Einzelsterne vom Typ FK Comae Berenices angesehen. Als Vorläufer werden die bedeckungsveränderlichen Kontaktsysteme vom Typ W-Ursae-Majoris-Stern vermutet. Bei diesen haben sich die zwei Sterne in einem Doppelsternsystem bereits so weit angenähert, dass sie eine gemeinsame Hülle bilden. Durch Reibung spiralt der kleinere Begleiter in die größere Komponente hinein und die Umsetzung der Bewegungsenergie kann zum Auswurf einer expandierenden Hülle führen. Die veränderte Massenverteilung beeinflusst eventuell das Schalenbrennen im neu entstandenen größeren Stern. Durch die unterschiedlichen Massen sowie die Massenverteilung in den beteiligten Doppelsternsystemen und in Abhängigkeit von der Bahnneigung kann eine Reihe von Ausbruchslichtkurven modelliert werden.
Einen Extremfall stellt die Verschmelzung zweier Neutronensterne dar. Dieses Ereignis wird als Kilonova bezeichnet.

### Absturz eines Planeten
Auch bei einer Verschmelzung zwischen einem Stern und einem Planeten kann es zu einem Mergerburst kommen.
Insbesondere heiße Jupiter sind Kandidaten für einen Mergerburst. Diese Gasplaneten sind bereits in kurzperiodischen Umlaufbahnen um ihren Zentralstern. Die Bahnen können instabil sein z. B. aufgrund der Darwin-Instabilität. Die Verschmelzungsrate innerhalb der Milchstraße wird auf 0,1 bis 1 pro Jahr geschätzt. Der Verlauf des Ausbruchs ist abhängig von dem Verhältnis der Dichten des Sterns und des Planeten, da entweder der Planet als ein Objekt in die Atmosphäre des Stern eintritt und sich ein stabiler Massefluss vom Planeten zum Stern einstellt oder der Planet durch Gezeitenkräfte vor der Verschmelzung zerrissen wird. Ein Helligkeitsausbruch im optischen, ultravioletten sowie im Bereich der Röntgenstrahlung sollte eine Folge der thermischen Strahlung der Akkretionsscheibe sein sowie durch die Wechselwirkung von Jets mit zirkumstellaren Material entstehen. Die beim Absturz freiwerdende Energie reicht eventuell auch zum Zünden des Deuteriumbrennens in der Atmosphäre des Sterns und dadurch steigt die Helligkeit wie beobachtet innerhalb weniger Tage stark an.
Bei der Kollision eines Braunen Zwerges mit einem Planeten könnte es ebenfalls zu einem Ausbruch mit einer kleineren Amplitude und Dauer kommen. Eine Eruption mit einer Dauer von nur wenigen Tagen konnte allerdings noch nicht beobachtet werden.

### Alternative Theorie
Für die Lichtkurven der Mergerbursts ist auch eine alternative Hypothese vorgeschlagen worden. Demnach wird für die beobachtete Periodenverkürzung vor dem Ausbruch eine unrealistisch hohe Opazität erforderlich und der langsame Anstieg zur Maximumhelligkeit dauert zu lange für einen Mergerburst. Stattdessen könnte es sich um den Beginn einer Kontaktphase eines Doppelsternsystems handeln, wodurch viel Material von einem Stern in eine gemeinsame nicht korotierende Hülle um den Doppelstern abgegeben wird. Innerhalb der gemeinsamen Hülle besteht demnach das Doppelsternsystem mit einer geringeren Periode immer noch.

## Beispiele

### V1309 Sco
Die im Jahr 2008 ausgebrochene leuchtkräftige rote Nova V1309 Sco liegt in einem Überwachungsfeld des Experiments OGLE, deshalb liegen photometrische Daten aus den Jahren vor dem Ausbruch vor. In diesem Zeitraum zeigte sich ein Bedeckungslichtwechsel mit einer Periode von 1,4 Tagen. Der Lichtwechsel war typisch für ein Kontaktsystem. Die Periode hat in den sechs Jahren vor dem Ausbruch exponentiell abgenommen und die Lichtkurve war stark veränderlich. In dem Jahr vor dem Ausbruch war kein Bedeckungslichtwechsel mehr nachweisbar. Die Gesamthelligkeit von V1309 Sco stieg in den Jahren kontinuierlich an, um im Jahr 2007 um 1 mag abzufallen. Im folgenden Jahr ist die Helligkeit erst langsam angestiegen, um dann innerhalb weniger Wochen das Maximum mit einer Ausbruchsamplitude von 10 mag zu erreichen.
Der Vorgänger der Roten Nova war nach Simulationsrechnungen ein Doppelstern mit einer Gesamtmasse von circa 2 Sonnenmassen.

### KIC 9832227
KIC 9832227 ist ein Doppelsternsystem dessen beide Komponenten in nur knapp 11 Stunden umeinander rotieren. Die Umlaufperiode nimmt kontinuierlich ab. Die Verschmelzung der beiden Sterne wurde zunächst für das Jahr 2022 vorhergesagt. Spätere Berechnungen unter Einbeziehung älterer Messungen aus dem Jahre 2003 und ein entdeckter Fehler in der Dokumentation eines Messpunkts aus dem Jahr 1999 führten jedoch 2018 dazu, dass der Autor seine Vorhersage zurückzog. Wann das Ereignis eintreten wird, ist damit wieder offen. Die leuchtkräftige roten Nova sollte von der Erde aus mit bloßem Auge für Monate sichtbar sein.

### V838 Mon
Der Ausbruch von V838 Mon wurde am 6. Januar 2002 entdeckt. Durch einen Vergleich mit Archivbildern fand man heraus, dass er um den 1. Januar 2002 stattgefunden haben muss. Der erste Ausbruch war relativ unspektakulär und mit dem Verhalten eines Sterns vom Typ Nova vergleichbar. Ein zweiter Ausbruch wurde am 2. Februar 2002 entdeckt. V838 Mon verlor bei diesem Ausbruch im Gegensatz zu Novae oder Supernovae kaum Materie mit hoher Geschwindigkeit, sondern blähte sich enorm auf und verwandelte sich in einen kühlen Überriesen mit einem Durchmesser von über 1560 Millionen Kilometern (Größenvergleich: Im Sonnensystem würde der Stern bis hinter die Saturnbahn reichen). Von 2004 bis 2006 zeigten die Beobachtungen Anzeichen eines blauen Begleitsterns. Diesen scheint die sich immer weiter ausdehnende Hülle etwa im Dezember 2005 erreicht zu haben. Schließlich hat die Hülle im Oktober 2006 Dimensionen erreicht, bei welchen der Begleiter völlig verschluckt wurde.

### SN 2009ip
Ein Mergerburst kann auch zu Eruptionen führen, deren Leuchtkräfte die von leuchtkräftigen roten Novae deutlich übersteigen. Der Supernova Impostor SN 2009ip könnte das Ergebnis einer Verschmelzung eines supermassiven Sterns mit einer Masse von um die 100 Sonnenmassen und eines massereichen Sterns von circa 30 Sonnenmassen sein. Die Zeitskalen bei diesem Ausbruch entsprechen denen eines Mergerbursts wie bei V838 Mon, aber die Leuchtkräfte sind um einige Größenordnungen höher. Allerdings kann das Ereignis auch durch eine ungewöhnliche Kernkollapssupernova oder eine große Eruption eines Leuchtkräftigen Blauen Veränderlichen hervorgerufen worden sein.

### ZTF SLRN-2020
Der Stern in rund 12.000 Lichtjahren Entfernung zeigte im Jahr 2020 einen rund zehn Tage dauernden, starken Anstieg seiner Helligkeit auf das hundertfache, gefolgt von einem rund 6 Monate anhaltenden kühleren Nachglühen.
Das Ereignis ließ sich von der Erde aus nur indirekt anhand der sich veränderten Helligkeit und des Spektrums des Sterns erschließen.
Als der Stern sich zum Roten Riesen aufblähte, verschluckte er wohl einen Begleiter von ungefähr der zehnfachen Masse Jupiters.
Als der Planet in die Atmosphäre des Sterns stürzte, wurde vermutlich Material seiner äußeren Hülle ausgestoßen, das dann abkühlte und für das Nachglühen vor allem im Infrarot sorgte.

### GW170817
GW170817 war das erste Mal, dass Astronomen sowohl Gravitationswellen als auch elektromagnetische Strahlung vom selben astronomischen Ereignis messen konnten. Das Ereignis wird als Kilonova, die Kollision zweier Neutronensterne interpretiert.